# European State Forest Association
| Sitz            | Brüssel, Belgien |
| Gründungsjahr   | 2006 |
| Präsident       | Per-Olof Wedin (Schwedisch) |
| Vizepräsident   | Reinhardt Neft (Deutschland) |
| Exekutivkomitee | - - Rudolf Freidhager (Österreich) - Pentti Hyttinen (Finnland) - Patrick Falcone (Frankreich) - Josef Svoboda (Frankreich) - Gerard Murphy (Irland) - Ciprian Pahontu (Rumänien) - Konrad Tomaszewski (Polen) |

Die European State Forest Association (EUSTAFOR) ist ein Dachverband des europäischen Staatsforstbesitzes. Es repräsentiert etwa 27 % der Waldfläche Europas, also etwa 45 Millionen Hektar, wovon 28 Millionen nach FSC oder PEFC zertifiziert sind, sowie rund 110.000 Beschäftigte. EUSTAFOR hat seinen Sitz in Brüssel. Die Organisation wurde auf Initiative der staatliche Forstbetriebe Metsähallitus (Finnland), Office National des Forets (Frankreich), Latvijas Vasts Mezi (Lettland) und der Österreichische Bundesforste AG gegründet. Mitglieder sind (Stand Februar 2012) 26 Staatsforstverwaltungen in Europa, darunter fünf Landesforstbetriebe oder -verwaltungen aus Deutschland.
Die Organisation hat Beobachterstatus in der MCPFE.